# Султанка
Султанка (лат. Porphyrio porphyrio) је врста птице из породице барских кока (лат. Rallidae). Насељава Иберијско полуострво, Француску, острво Сардинија и западни део северне Африке.
Врсте афричка султанка (Porphyrio madagascariensis), сивоглава султанка (Porphyrio poliocephalus), црнолеђа султанка (Porphyrio indicus), филипинска султанка (Porphyrio pulverulentus) и аустралазијска султанка (Porphyrio melanotus) донедавно су сматране за подврсте султанке.

## Опис
Султанка је птица величине домаће кокошке, коју одликују велика стопала, јарко перје, црвени кљун и лиска (плочица) на глави. 
Достиже дужину од 45—50 cm и распон крила од 90—100 cm.

## Размножавање
Султанка се гнезди у тршћацима, моногамна је и територијална птица.
Гнезда прави од трске, мало изнад површине воде, на плутајућим острвцима од увенулог биљног материјала. Женка полаже 3–6 јаја, на којима леже оба пола. Инкубација траје 23–27 дана. 
Птићи су потркушци, који су у стању да гнездо напусте убрзо након излегања, али често у њему остају неколико дана. Одрасли хране птиће 10–14 дана, након којих они почињу сами да се хране.

## Исхрана
Храни се младим изданцима трске и другом храном биљног порекла. Познато је и да се хране јајима, малом рибом и бескичмењацима као што су пужеви. Понекад храну приносе кљуну користећи једну ногу, радије него да је једу са тла.